# Juegos Paralímpicos de Tel Aviv 1968
Los Juegos Paralímpicos de Tel Aviv 1968 (también conocidos como los 17os Juegos Internacionales Stoke Mandeville) fueron los terceros Juegos Paralímpicos y se celebraron del 4 al 13 de noviembre de 1968. El evento fue acogido en Tel Aviv, Israel, después de que México desistiera de su organización. Argentina y España fueron los dos únicos países de habla hispana que participaron.

## Historia
El 4 de noviembre de 1968 se inauguraron en Ramat Gan los XVII Juegos Internacionales Stoke Mandevillede -más tarde rebautizados como Juegos Paralímpicos- un evento deportivo concebido por el médico británico Sir Ludwig Guttmann como el equivalente de los Juegos Olímpicos para los veteranos de la Segunda Guerra Mundial con daño a la columna vertebral. Desde la primera edición siempre se había celebrado en la localidad inglesa de Stoke Mandeville, por lo que tomó su nombre, pero en 1958, Antonio Maglio, director del centro italiano para parapléjicos INAIL, propuso a Guttmann realizar la competencia de la edición de 1960 en Roma, que ese mismo año sería sede de los XVII Juegos Olímpicos. Tras la siguiente edición olímpica de Tokio 1964, también fueron acogidos los Juegos Internacionales Stoke Mandevillede.

### Selección de la ciudad
Idealmente, la combinación debía continuar en 1968 en la Ciudad de México, pero en 1966 el proyecto fracasó debido a la falta de apoyo del gobierno mexicano. Fue entonces que Israel se ofreció para ser sede de la edición de 1968, como parte de las celebraciones del XX aniversario del nacimiento del Estado de Israel.

## Inauguración, desarrollo y cierre
La ceremonia de apertura tuvo lugar el 4 de noviembre en la capital de Israel, Jerusalén, en el Estadio de la Universidad Hebrea, en Givat Ram, donde el vice primer ministro, Yigal Alon, frente a unos 10 000 espectadores, declaró abiertos los Juegos. Los juegos se desarrollaron en Ramat Gan, cerca de Tel Aviv, en el Centro de Deportes de Israel para Personas con Discapacidad Spivak Center. La ceremonia de clausura tuvo lugar en lugar en Centro de Convenciones de Israel en Tel Aviv.

## Novedades
El programa de competición se amplió respecto a la edición precedente, de 144 a 181 eventos. Las principales novedades fueron la introducción del juego de bolos sobre hierba y del primer torneo femenino de baloncesto en silla de ruedas. Al tiro con arco y la esgrima en silla de ruedas se agregaron carreras de equipo masculino. El atletismo celebró por primera vez la carrera de 100 m en silla de ruedas masculino y el relevo de 4 x 40m en silla de ruedas femenino, las carreras de natación aumentaron a diez, tanto para hombres como para mujeres. El número de participantes se duplicó en comparación a los Juegos de Tokio con 750 atletas compitiendo en representación de 29 países.
En 1984, cuando el Comité Olímpico Internacional (COI) aprobó la denominación Juegos Paralímpicos, los juegos en Tel Aviv de 1968 fueron reconocidos posteriormente como los Juegos Paralímpicos de Tel Aviv 1968.

## Atletas destacados
El italiano Roberto Marson fue proclamado el Atleta destacado de los juegos, tras haber conquistado diez medallas de oro. Ganó tres en atletismo, tres en natación y cuatro en esgrima. El estadounidense Ed Owen ganó ocho medallas en tres deportes diferentes, cuatro medallas de oro y una de bronce en atletismo, dos medallas de oro en natación y una de plata en baloncesto en silla de ruedas. La atleta argentina Silvia Cochetti también ganó ocho medallas (dos de oro) en tres deportes diferentes (atletismo, natación y básquetbol). La nadadora australiana Lorraine Dodd logró tres medallas en un mismo día. En una emocionante final masculina de baloncesto en silla de ruedas, Israel derrotó a Estados Unidos 47-37, bajo la dirección del capitán Baruch Hagai.

## Disciplinas paralímpicas
Ciento ochenta y un eventos en diez deportes estuvieron en el programa olímpico oficial para estos Juegos, a los cuales se le añadió el golbol como deporte de exhibición.
| - Atletismo - Baloncesto en silla de ruedas - Bolos sobre hierba - Dardo con arco - Esgrima en silla de ruedas - Golbol | - Halterofilia - Natación - Snooker - Tenis de mesa - Tiro con arco |

## Países participantes
| - Estados Unidos (USA) - Reino Unido (GBR) - Israel (ISR) - Australia (AUS) - Francia (FRA) - Alemania Occidental (FRG) - Italia (ITA) - Países Bajos (NED) - Argentina (ARG) - Sudáfrica (RSA) | - Rodesia (RHO) - Canadá (CAN) - Noruega (NOR) - Jamaica (JAM) - Austria (AUT) - Japón (JPN) - Suecia (SWE) - Nueva Zelanda (NZL) - Irlanda (IRL) | - Bélgica (BEL) - España (ESP) - Suiza (SUI) - Dinamarca (DEN) - Etiopía (ETH) - Finlandia (FIN) - India (IND) - Corea del Sur (KOR) - Malta (MLT) |

## Medallero
País organizador.
| Núm. | País                      | Oro | Plata | Bronce | Total |
| ---- | ------------------------- | --- | ----- | ------ | ----- |
| 1    | Estados Unidos (USA)      | 33  | 27    | 39     | 99    |
| 2    | Reino Unido (GBR)         | 29  | 20    | 20     | 69    |
| 3    | Israel (ISR)              | 18  | 21    | 23     | 62    |
| 4    | Australia (AUS)           | 15  | 16    | 7      | 38    |
| 5    | Francia (FRA)             | 13  | 10    | 9      | 32    |
| 6    | Alemania Occidental (FRG) | 12  | 12    | 11     | 35    |
| 7    | Italia (ITA)              | 12  | 10    | 17     | 39    |
| 8    | Países Bajos (NED)        | 12  | 4     | 4      | 20    |
| 9    | Argentina (ARG)           | 10  | 10    | 10     | 30    |
| 10   | Sudáfrica (RSA)           | 9   | 10    | 7      | 26    |